# IC 4839
IC 4839 ist eine Balken-Spiralgalaxie vom Hubble-Typ SBbc/P im Sternbild Teleskop am Südsternhimmel. Sie ist rund 119 Millionen Lichtjahre von der Milchstraße entfernt.
Das Objekt wurde am 16. September 1901 vom US-amerikanischen Astronomen DeLisle Stewart entdeckt.